# كيني هاريسون
كيني هاريسون (بالإنجليزية: Kenny Harrison)‏ هو لاعب كرة قدم أمريكية أمريكي، ولد في 12 ديسمبر 1953 في بورت أرثر في الولايات المتحدة.

## وصلات خارجية
- كيني هاريسون على موقع مرجع كرة القدم المحترفة.كوم (الإنجليزية)